# 130'erne
Århundreder: 1. århundrede – 2. århundrede – 3. århundrede
Årtier: 80'erne 90'erne 100'erne 110'erne 120'erne – 130'erne – 140'erne 150'erne 160'erne 170'erne 180'erne
År: 130 131 132 133 134 135 136 137 138 139